# Олив, Вильям Вильямович
Вильям (Вивиан) Вильгельмович Олив (Олива) (нем. Wiliam Olive; 1847—1896) — полковник гвардии, действительный статский советник, таврический губернский предводитель дворянства, председатель Таврической учёной архивной комиссии;  представитель русской дворянской фамилии французского происхождения,.

## Биография

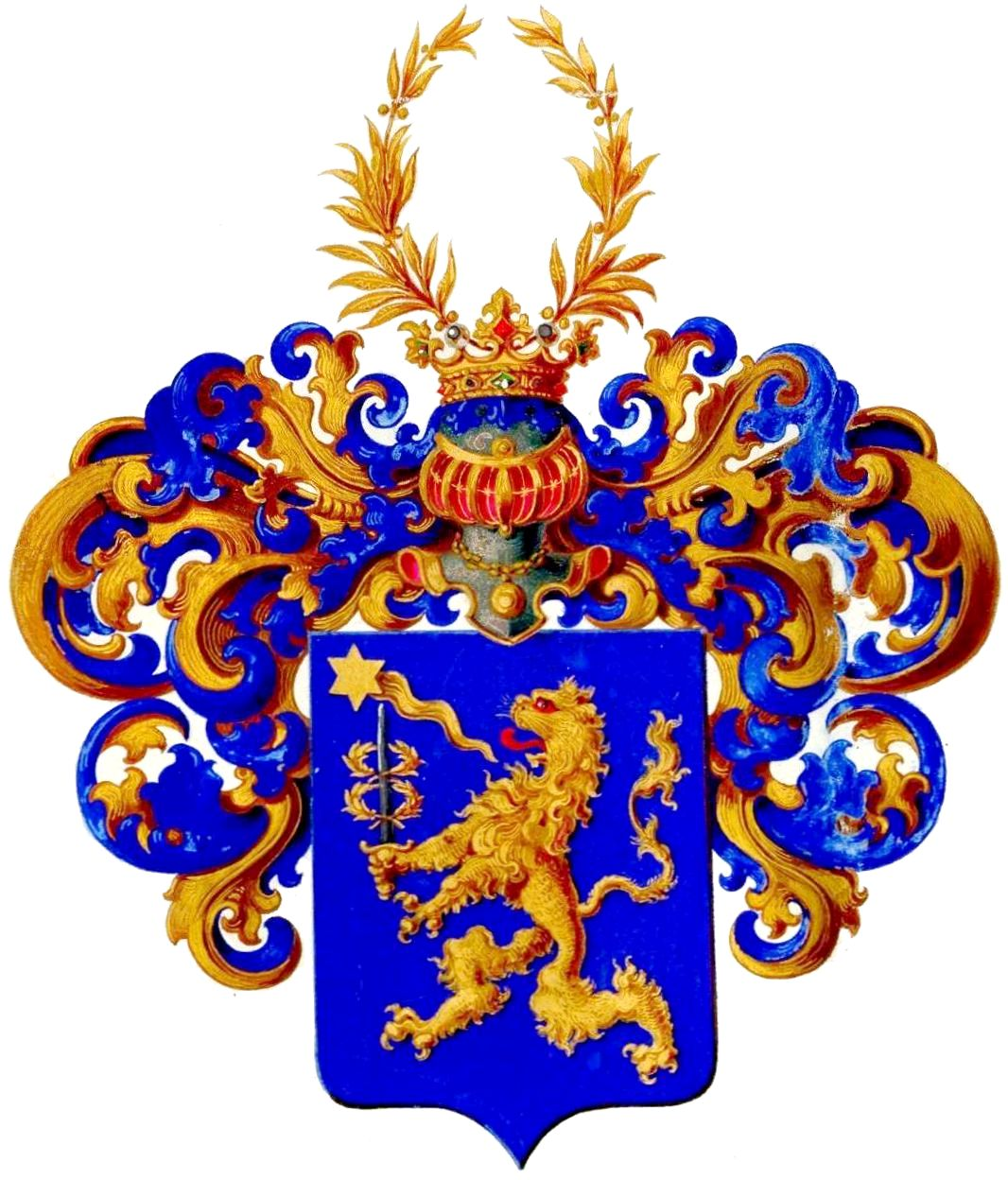
Герб рода Олив

Происходил из дворянского рода, основанного французским дворянином, участником Наполеоновских войн, позднее офицером на русской службе, Вильгельмом Николаевичем Оливом (1795—1854), который в 1825 году обвенчался с Софьей Сергеевной Щербининой (1806—1883) и после выхода в отставку купил значительные имения в Таврической губернии в Ялтинском и Феодосийском уездах: в Феодосийском уезде имение «Камыш-Бурун» (ныне — в южной части Аршинцева), в селении Кош-куй (Тасуново) и в деревне Сеит-Эли (ныне не существует); в Ялтинском уезде в 1834 году было приобретено имение «Лимнеиз» (ныне — посёлок Верхняя Мухалатка или Олива). В 1841 году принял российской подданство; избирался таврическим губернским предводителем дворянства. Кроме младшего Вильяма он имел ещё восемь детей, в числе которых были:
- Александра Вильгельмовна Олив;
- Иосиф Вильгельмович Олив;
- Сергей Вильгельмович (Васильевич) Олив (1844—1909) — генерал от кавалерии, главноуправляющий Ведомством учреждений императрицы Марии.
- Елизавета Вильгельмовна Олив;
- Константин Вильгельмович (Васильевич) Олив.

Вильям родился 12 сентября (или 12 октября) 1847 года на Южном берегу Крыма в имении «Лимнеиз» (ныне Олива). Вильям младший, как и все сыновья Вильяма Олива был крещён по католическому обряду. Уже во взрослом возрасте в 1883 году он принял православие под именем Вивиан. Он и его брат Сергей были младшими детьми и начали военную карьеру. Оба закончили Николаевское кавалерийское училище. В. В. Олив в чине корнета вступил 15 августа 1866 года в элитный лейб-гвардии Гусарский Его Величества полк, где служил его брат — штаб-ротмистр С. В. Олив.
Весной 1868 года в церкви св. Николая на Арбате он обвенчался с девицей Елизаветой Николаевной, дочерью отставного ротмистра Н. А. Щербачева. В августе 1868 года Вильям получил повышение — чин поручика. Из-за болезни вышел в отпуск, в июне 1869 года вернулся в полк. Три месяца спустя он был назначен адъютантом к московскому генерал-губернатору князю В. А. Долгорукову. Летом 1874 года был произведён в чин ротмистра.
В 1876 году в чине полковника В. В. Олив уволился с военной службы «по домашним обстоятельствам». К этому времени он был уже отцом троих сыновей; Николай и Сергей — родились в Москве, Андрей — в Слободе Жихара Харьковского уезда, где находилось имение бабушки, С. С. Олив (Щербининой).
В 1876 году В. В. Олив был избран Феодосийским уездным земским собранием в почётные мировые судьи. Переизбирался и в 1881 и в 1884 годах.
В 1885 году, 28 мая, В. В. Олив неожиданно, ненадолго вернулся на военную службу; уже в январе 1887 года он окончательно перешёл на гражданскую службу.
Как и отец, он избирался таврическим губернским предводителем дворянства. Весной 1889 года он был произведён в чин действительного статского советника. Неоднократно переизбирался на пост предводителя дворянства Таврической губернии осенью 1890 и 1893 годов; 1 января 1892 года был пожалован в звание Камергера Двора Его Величества.

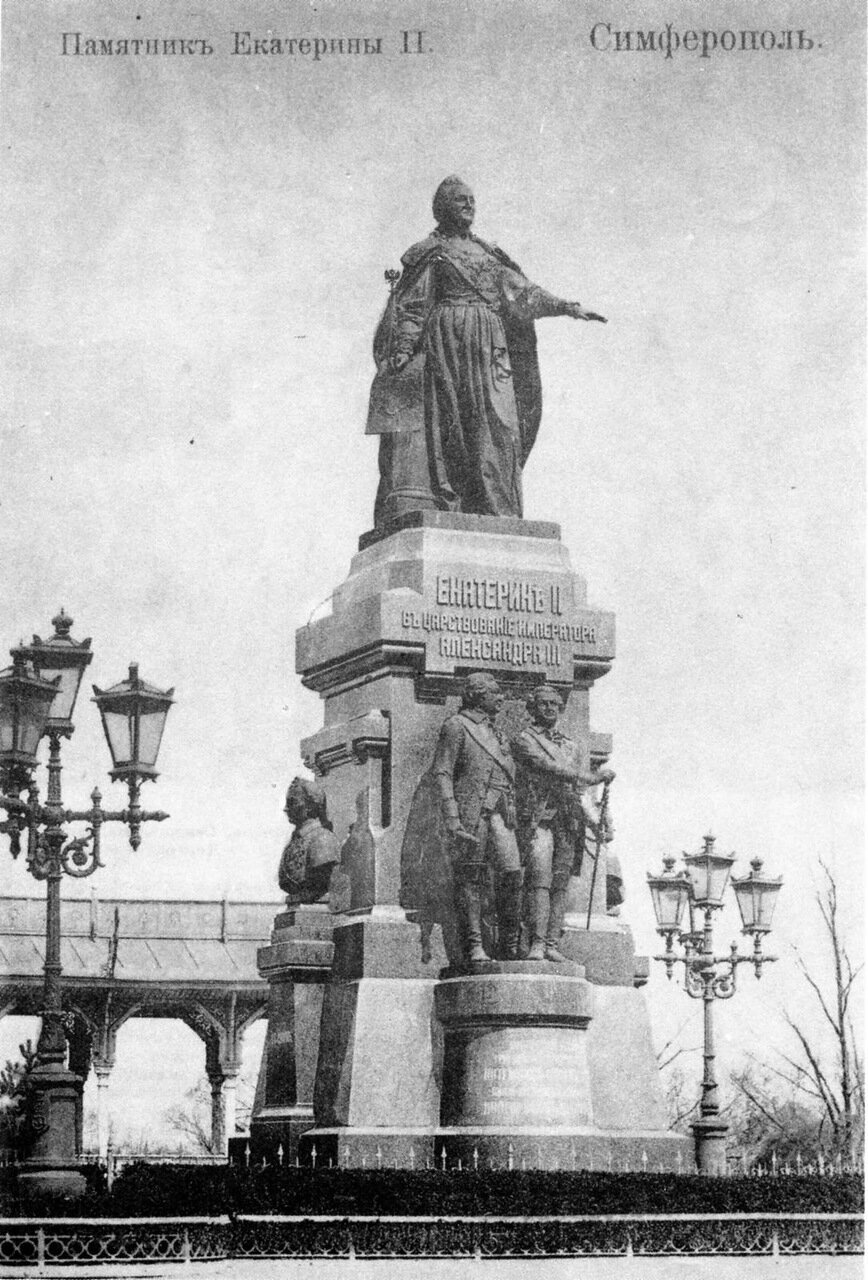
Памятник Екатерине II в Симферополе.
Скульптор Н. А. Лаверецкий.
Открыт в 1890 году (восстановлен в 2016 году)

В этот период, начиная с конца 1870-х годов, В. В. Олив с многочисленным семейством (шестеро детей) жил в Крыму, большей частью в родительском имении Камыш-Бурун (ныне Аршинцево). Здесь родились его сын Борис и дочь Ираида. Дети были крещены в Александро-Невском храме города Керчи. В конце 1880-х годов семья перебралась в Симферополь, как того требовала деятельность главы семейства на выборной должности. Здесь 19 сентября 1892 года родилась ещё одна дочь — Ада, крещена в симферопольском Александро-Невском соборе.
Будучи предводителем таврического дворянства В. В. Олив много способствовал возведению в Симферополе памятника Екатерине II. Внушительный монумент считался одним из лучших памятников императрице, современники называли его «мавзолеем бессмертия Екатерины»; 18 октября 1890 года, в день торжественного открытия, была организована иллюминация, выступление оркестров, в учебных заведений учащиеся были освобождены от занятий. На торжественном обеде в зале Дворянского собрания предводитель дворянства В. В. Олив произнес официальный тост.
Участвовал в работе Таврической учёной архивной комиссии (ТУАК). Имения семьи Олив на Керченском полуострове в Камыш-Буруне включало и участок древнего города и некрополя Тиритака. В 1887 году он стал членом вновь организованной ТУАК и передал её музею многие античные находки из личной коллекции. После отъезда в Петербург её первого председателя А. Х. Стевена недолгое время (с февраля по апрель 1896 года, до момента смерти) занимал пост председателя.
В конце 1895 года его здоровье ухудшилось; 5 января 1896 года он написал своему другу, уездному предводителю Евпаторийского дворянства, отставному инженер-полковнику Павлу Николаевичу Казначееву, прося заменить его на время в качестве предводителя губернского дворянства: «…по заключению многих местных врачей, мне необходимо для поправления здоровья немедленно обратиться к помощи профессора Склифосовского…».
В. В. Олива скоропостижно скончался 3 апреля 1896 года в возрасте 49 лет.

## Награды
российские
- орден Св. Анны 3-й ст. (1872)
- орден Св. Станислава 2-й ст. (1874)
- орден Св. Станислава 1-й ст. (02.04.1895)

иностранные
- прусский орден Короны 3-й ст. (1872)
- австрийский орден Железной короны 3-й ст. (1874)
- прусский Орден Красного орла 3-й ст. (1875)
- орден Бухарской Звезды 1-й ст. (09.03.1893)

## Семья
Жена Елизавета Николаевна. Их дети:
- Николай Вивианович Олив (27.10.1869—?), женился на Екатерине Сергеевне Унковской
- Андрей Вивианович Олив (1870—1917), женился на дочери художника Н. И. Шатилова (1852—1921), Варваре Николаевне (1880—1965)
- Сергей Вивианович Олив (28.02.1871—10.05.1910)
- Борис Вивианович Олив (?—1911)
- Ираида Вивиановна Олив (ок. 1883 — ?), в замужестве фон Ген.
- Ада Вивиановна Олив (1892—?), замужем за сыном М. Ю. Поггенполя, Михаилом (1884—1951);
- Наталья Вивьяновна Олив (?—?), замужем за генерал-майором Д. Э. Теннером (1869—1921)